# Си Ен Ен
Си Ен Ен (от английски: The Cable News Network, в превод на български – „Кабелна новинарска мрежа“) е американска новинарско-публицистична телевизия, създадена от Тед Търнър през 1980 година. Подразделение на компанията Търнър Броудкастинг, която е собственост на компанията Уорнърмедия.
Си Ен Ен е първата телевизионна програма в света, която предлага концепцията с 24-часово предаване на новини. Един от ключовите моменти в историята на телевизията, е директното предаване на Войната в Персийския залив, когато за първи път се излъчват директно бойни действия в ефир.
Си Ен Ен стартира предаванията си в режим на предаване с „Висока Резолюция“ (HD), на 1 септември 2007 г. и е първата такава с национално разпространявание (от DIRECTV), на 26 септември 2007 година.

## История

### Началото
Си Ен Ен започва своето съществуване в 5:00 ч. EST, неделя, 1 юни 1980 година. След направен анонс в ефир от Тед Търнър, първият новинарски екип Дейвид Уолкър и Лоис Харт (двамата са съпруг и съпруга), представят първия информационен бюлетин. От своя дебют, Си Ен Ен разширява бурно своята мрежа, за да стане № 1 на кабелните и сателитни телевизионни мрежи, разполага с няколко уеб сайта, притежава специализирани локални ТВ мрежи (като Си Ен Ен Еърпорт Нетуърк), както и няколко радио-станции. Си Ен Ен Нетуърк има 36 бюра (10 домашни и 26 международни), повече от 900 локални станции, както и няколко регионални и чуждоезични телевизионни мрежи по целия свят.
На 1 януари 1982 г. стартира съпровождащата програма „Водещи Новини“ (на английски език – Headline News, първоначално е наречена Си Ен Ен 2), която представя непрекъснат 24-часов цикъл с 30-минутни новинарски емисии. „Headline News“ са спряни от оригиналния им формат през 2005 г., като са замемени от „Headline Prime“.

### Войната в залива
Първата война в Персийския залив през 1991 г. е повратна точка в историята на Си Ен Ен, която катапултира телевизионната програма сред „големите три“ на Американските ТВ мрежи. Нещо което в голяма степен се дължи на безпрецедентния, исторически шанс: Си Ен Ен е единствената телевизионна програма, която осъществяваше преки предавания с вътрешността на Ирак, по време на началото на американските бомбардировки. Програмата предава „на живо“ от хотел „Ал-Рашид“ в Багдад, където са репортерите Бърнард Шоу, Джон Холиман, и Питър Арнет.
Операция „Пустинна буря“ е предавана на живо дори през нощта с камера за нощно виждане и с разкази на репортерите.
Когато започват бомбардировките, Бърнард Шоу ги обявява по Си Ен Ен на 16 януари 1991, по следния начин:
| „ | Говори Бърни Шоу. Нещо се случва навън ... Питър Арнет, присъединете се към мен. Да се опитаме да опишем на нашите зрители какво виждаме ... Небето над Багдад е осветено ... Ние виждаме ярки светкавици по цялото небе. | “ |